# Fermentazione
La fermentazione è una via metabolica che permette agli esseri viventi di ricavare energia da particolari molecole organiche (carboidrati o raramente amminoacidi) in assenza di ossigeno. Parte dell'energia liberata dalla trasformazione chimica viene immagazzinata in ATP (adenosina trifosfato); tuttavia la resa energetica delle fermentazioni, in cui il prodotto finale non viene completamente ossidato, è molto inferiore rispetto all'ossidazione aerobica completa dello stesso substrato.
Dal punto di vista strettamente chimico, la fermentazione è una disproporzione, ovvero un'ossidoriduzione in cui la stessa molecola viene in parte ossidata ed in parte ridotta. I carboidrati sono le principali molecole fermentabili.
In assenza di ossigeno sono possibili altri processi, oltre alla fermentazione: alcuni batteri usano anche la respirazione anaerobica, in cui l'accettore finale di elettroni è una sostanza inorganica diversa dall'ossigeno (ione solfato, ione nitrato, ecc.).
Data la grande importanza che le fermentazioni svolgono nella preparazione di parecchi alimenti e anche nella loro degradazione, il termine fermentazione è stato ampiamente usato per indicare una qualsiasi trasformazione catalizzata da un microrganismo. Talvolta il termine è ancora usato in questo senso.

## Storia
Il termine "fermentazione" deriva dal latino "fervere" (ribollire), termine usato per indicare l'aspetto del mosto durante la preparazione del vino.
Prima della nascita della chimica biologica,  i processi di fermentazione e putrefazione venivano confusamente accomunati con la digestione degli alimenti, generalmente in un'ottica vitalistica.
Louis Pasteur fece un po' di chiarezza attribuendo la fermentazione a enti non ben definiti indicati come fermenti, contenuti nei lieviti.
I successivi studi (Eduard Buchner, 1897) portarono prima a scoprire la natura proteica dei fermenti e a identificarli con gli enzimi. In seguito (Gustav Embden, Otto Meyerhof) vennero chiarite le principali vie del metabolismo energetico in generale e della fermentazione in particolare.

## Biochimica
Dal momento che in anaerobiosi non è disponibile l'ossigeno come accettore finale di elettroni, lo stesso substrato viene in parte ossidato ed in parte ridotto. Le fermentazioni sono quindi delle disproporzioni.
Nella maggior parte delle fermentazioni il metabolita di partenza è uno zucchero o un altro composto in cui il numero di ossidazione medio del carbonio è zero, pertanto il carbonio stesso può essere  in parte ossidato ed in parte ridotto.
Nelle fermentazioni conviene distinguere due parti:
- la glicolisi, comune alla maggior parte delle fermentazioni;
- la rigenerazione del NAD+, dal NADH + H+ che viene ossidato.

Nella prima parte, la glicolisi, il glucosio viene trasformato in due molecole di acido piruvico (CH3 CO COOH ) con contemporanea produzione di due molecole di ATP e due molecole di NADH + H+. L'ATP è una molecola ad alto contenuto energetico subito disponibile per le varie necessità della cellula. Nella seconda parte, la cellula provvede alla rigenerazione del NAD+. Il NADH + H+, nella sua forma ridotta, rappresenta una grossa fonte d'energia, circa 2,5 ATP, che per essere utilizzata richiede la presenza d'ossigeno, ma in assenza d'ossigeno, il NADH + H+ ridotto deve essere liberato del suo prezioso carico senza ricavarne energia. Le varie fermentazioni differiscono per il modo in cui il NAD+viene rigenerato.
Confrontando i numeri di ossidazione dei singoli atomi di carbonio della molecola di acido lattico (-3; 0; +3) con il numero di ossidazione del carbonio nel glucosio (0), si nota come la stessa molecola sia stata in parte ossidata e in parte ridotta (disproporzione). È questa ossidoriduzione interna che fornisce l'energia fissata nelle due molecole di ATP.

## Tipi di fermentazione

### Fermentazione lattica
Nella fermentazione lattica i due atomi di idrogeno vengono trasferiti sul carbonio in posizione 2 dell'acido piruvico, producendo acido lattico:
CH3 CO COOH + (NADH + H+) → CH3 CHOH COOH + NAD+
(Ac. piruvico + NADH  → Ac. lattico + NAD+)
Questo processo viene attuato da alcuni batteri (lattobacilli) e dalle cellule del corpo umano in condizioni di anaerobiosi (muscolo).
Nei muscoli, in condizioni di carico intenso, viene prodotta energia a carico del glicogeno presente in loco, che viene prima scisso in glucosio e poi viene fermentato ad acido lattico. L'accumulo di questo catabolita genera l'affaticamento muscolare. L'acido lattico viene gradualmente eliminato durante il recupero.

### Fermentazione alcolica
Qui di seguito come viene rigenerato il NAD+ per la fermentazione alcolica:

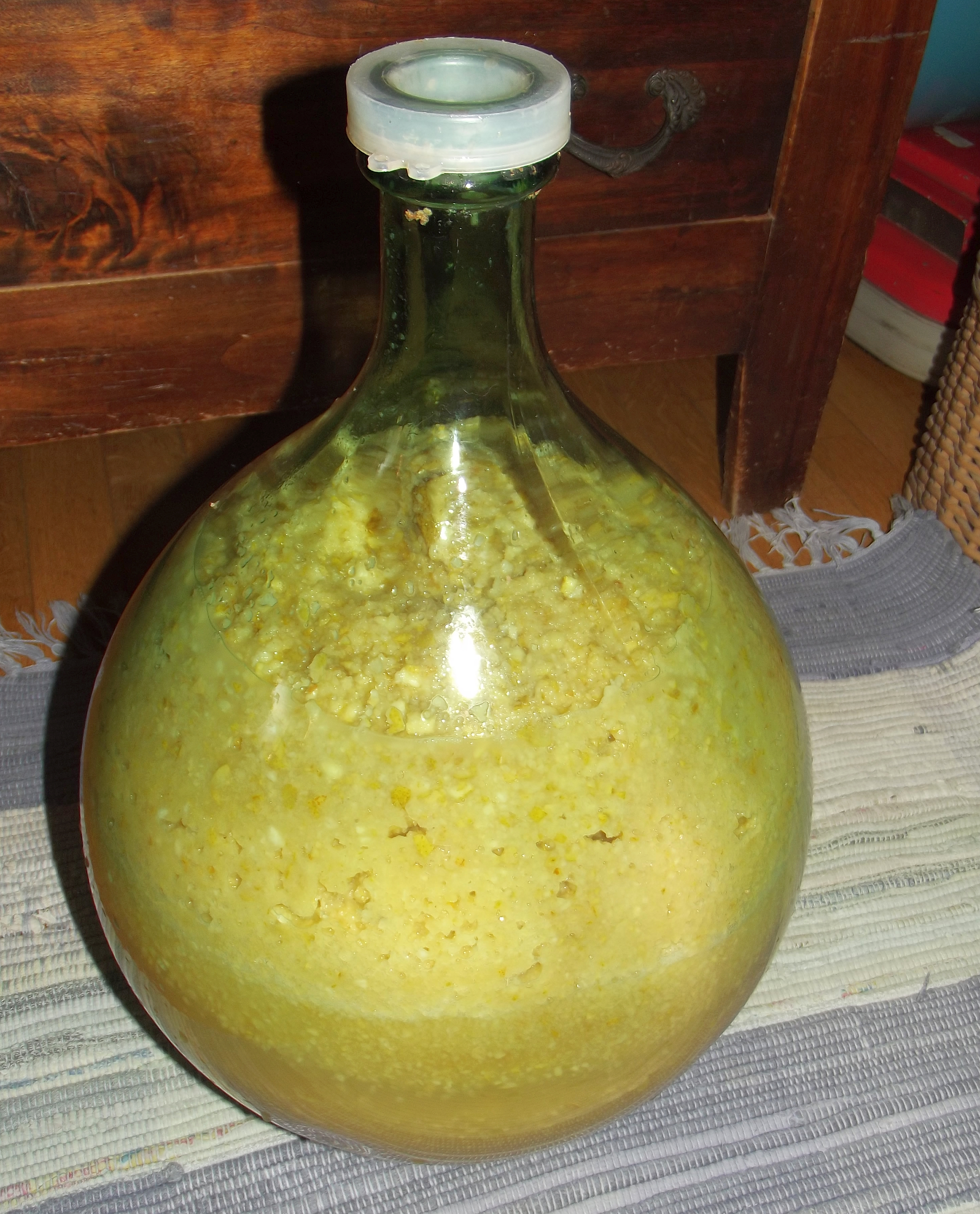
Fermentazione alcolica del sidro di pere in damigiana.

- 1ª parte:

{\displaystyle {\ce {C3H4O3 -> C2H4O + CO2}}}
Acido piruvico → Acetaldeide + Anidride carbonica
- 2ª parte:

{\displaystyle {\ce {C2H4O + NADH + H+ -> NAD+ + C2H6O}}}
Acetaldeide + Nicotinammide adenina dinucleotide ridotto → Nicotinammide adenina dinucleotide ossidato + Etanolo
La fermentazione alcolica ha come risultato la trasformazione degli zuccheri in alcol etilico e anidride carbonica. Questo processo è alla base della produzione delle principali bevande alcoliche (vino, birra) e anche della lievitazione del pane. Questa fermentazione, realizzata partendo da sottoprodotti di produzioni agricole, viene utilizzata anche per la produzione del bioetanolo.
Il processo viene svolto da dei funghi unicellulari chiamati lieviti. Inizialmente questi organismi messi nel substrato di coltura (il mosto, il malto o l'impasto del pane) svolgono una respirazione aerobica, utilizzando cioè l'ossigeno dell'aria, trasformando gli zuccheri in acqua e anidride carbonica. Poi dall'interno della massa in fermentazione per mancanza di ossigeno i lieviti passano alla fermentazione sfruttando l'energia degli zuccheri ossidandoli anaerobicamente (senza l'utilizzo di ossigeno) in alcol etilico ed anidride carbonica.
Gli organismi fermentatori, liberando nell'ambiente i loro prodotti, abbandonano un catabolita ricco di energia, ulteriormente utilizzabile in presenza di ossigeno. La scarsa resa energetica della fermentazione è compensata dalla flessibilità ecologica che permette ai fermentatori di vivere anche in condizioni in cui gli organismi aerobi obbligati non sono in grado di sopravvivere.
Questo si nota nella produzione di aceto: essa avviene dopo la fermentazione alcolica ed è dovuta a microrganismi aerobi del genere Acetobacter e Mycoderma che sfruttano aerobicamente proprio il catabolita (etanolo) finale della fermentazione alcolica.

### Altre fermentazioni
Tra i procarioti si trovano molti agenti delle diverse fermentazioni, queste fermentazioni possono prendere il nome dal prodotto principale della fermentazione stessa: ecco un breve elenco delle principali:
- Fermentazione etero-lattica
- Fermentazione omolattica
- Fermentazione acido-mista
- Fermentazione malolattica
- Fermentazione propionica
- Fermentazione butilica/butirrica
- Fermentazione butilenglicolica
- Fermentazione proteolitica
- Reazione di Stickland

Tutte sono accomunate dalla conservazione del numero di ossidazione medio dei reagenti.

## Fermentazione ruminale
Insieme delle reazioni operate dai microrganismi nei prestomaci dei ruminanti in grado di rendere disponibile sotto forma di molecole digeribili o direttamente assimilabili gli alimenti introdotti con la dieta. Si parla di "fermentazione" e non di "digestione" perché la grandissima maggioranza delle reazioni chimiche che operano nei prestomaci è di tipo fermentativo e di "ruminale" perché proprio all'interno del rumine avvengono in modo massivo, anche se non in via esclusiva. Queste reazioni sono meglio conosciute nei ruminanti domestici (bovini, pecore, capre) mentre sono meno indagate quelle dei ruminanti selvatici. Esse inoltre avvengono in modo simile in tutti gli erbivori anche se all'interno di organi diversi; ad esempio nel cavallo e nel coniglio, specie erbivore sprovviste di uno stomaco concamerato, le reazioni avvengono prevalentemente nell'intestino cieco.

## Le fermentazioni nelle produzioni alimentari in Occidente
In molte culture le fermentazioni hanno fornito importanti strumenti per la trasformazione degli alimenti aumentandone i valori nutrizionali e la conservabilità. Tali fermentazioni sono quelle conosciute nel linguaggio comune con il nome suddetto, mentre altri tipi di fermentazioni, pur consistendo tecnicamente nello stesso processo, hanno un altro nome: è il caso della putrefazione, che ha come risultato prodotti nocivi per il consumo umano, ma non per molte specie animali.
In Occidente i più noti prodotti ottenuti mediante fermentazione sono:

### Pane
Nella panificazione il lievito, del genere Saccharomyces, fermenta gli oligosaccaridi che si staccano dall'amido durante la fase di impasto e di riposo della massa in lavorazione. I prodotti della fermentazione alcolica (alcol etilico ed anidride carbonica) passano in fase gassosa formando le caratteristiche bolle durante la lievitazione e la cottura.

### Vino
Il vino viene prodotto a partire da soluzioni zuccherine ottenute dallo schiacciamento del grappolo d'uva lasciate fermentare con i lieviti unicellulari del genere Saccharomyces presenti sulla buccia dell'acino o provenienti da colture selezionate.
A seconda delle condizioni di fermentazione, si differenziano le qualità organolettiche (colore, sapori, aromi...) del vino, caratteristiche che si arricchiscono ulteriormente durante le fasi successive di lavorazione.
Il lievito in condizioni anaerobiche trasforma 100 grammi di zucchero in 51,1 di alcool etilico con un rendimento in volume del 65.5%. Questo è un rendimento ideale. Nella realtà una parte dello zucchero disponibile è utilizzata dal lievito per moltiplicarsi; inoltre durante la fermentazione i lieviti del mosto producono, oltre l'alcol e l'anidride carbonica, anche prodotti secondari (glicerina, acido acetico, acido succinico) che contribuiscono a caratterizzare l'aroma del prodotto finito. Il rendimento reale quindi si approssima al 60% in volume.

### Birra
La birra si ottiene per l'azione di lieviti delle specie Saccharomyces cerevisiae o Saccharomyces pastorianus su un mosto contenente malto di orzo, ed eventualmente anche quantità variabili di malti di altri cereali (grano, riso o mais). La lavorazione è tale da conservare nel prodotto anche l'anidride carbonica.
Sottoprodotti dei birrifici sono il "lievito di birra", venduto disidratato o compresso in panetti, e l'anidride carbonica.

### Formaggi
Nella maturazione di alcuni formaggi (riconoscibili dall'"occhiatura") gli zuccheri residui vengono degradati con produzione di anidride carbonica.
Altri formaggi maturano utilizzando vie metaboliche diverse dalla fermentazione.

### Yogurt
Lo yogurt è il risultato della fermentazione lattica operata da ceppi selezionati di lattobacilli sul latte, intero o trattato.
L'abbassamento del pH dovuto all'accumulo dell'acido lattico protegge il latte da altre alterazioni che lo renderebbero inadatto all'alimentazione e ne permettono quindi la conservazione a temperatura ambiente. Inoltre determina la denaturazione della caseina, che coagula conferendo al prodotto la caratteristica consistenza.
Poiché il sapore dello yogurt è notevolmente più acido rispetto al latte da cui si origina, spesso lo yogurt che si trova in commercio è addizionato con zucchero, preparazioni di frutta, o altri componenti che compensano tale maggiore acidità.

## Le fermentazioni nel resto del mondo
Le fermentazioni conosciute nel Mondo Occidentale sono relativamente poche e sono dedicate soprattutto a svolgere un ruolo preminente nella conservazione dei cibi e delle bevande, oltre che a produrre un miglioramento gustativo e di digeribilità (pane).
Nel resto del mondo (Asia, America, Africa) sono diffusi da molto tempo e affermati ancor oggi altri tipi di fermentazione, anche a livello industriale, sia basati sugli stessi agenti di fermentazione utilizzati su alimenti diversi come sorgo (durrha) e mais, sia usando agenti di fermentazione diversi ( batteri, o diversi miceti) su sostanze diverse come pesci, carni, legumi, sesamo, miglio, riso, soia, teff. Queste fermentazioni sono usate prevalentemente per migliorare gusto e conservabilità delle sostanze di origine e anche per arricchirle di alcune molecole nutrizionalmente pregiate (proteine e vitamine).

### Africa
- Ogi, Sudafrica; una crema poco densa da mais e sorgo; in tempi recenti è prodotto estesamente anche per via industriale.
- Mahewu, Sudafrica; crema densa, diversamente preparata all'Ogi, da mais e farina di frumento.
- Mawe, Africa Occidentale (costa atlantica); pasta acida di farina di mais.
- Injera, Africa Orientale (Eritrea ed Etiopia, focaccina da forno, spugnosa ed acida di farine di Teff e Frumento.
- Kishk, Egitto pasta acida da frumento in grani, e latte, altissimo contenuto proteico e vitaminico.
- Kiska, Sudan pane basso, acido, da farina di sorgo.
- Banku, Ghana pane acido da mais e Cassava.
- Kenkei, Ghana panetti di sola pasta di mais fermentata, cotta al vapore.

### America
- Chicha, in tutta la zona andina, bevanda nutriente a basso/medio livello alcolico, acida.
- Pozol, Messico ed America centrale, panetti fermentati di farina di mais.
- Tesgüino, America centrale, bevanda sciropposa ed acida, alcolica, da grani di mais.
- Atole, Messico, crema acida da granella umida di mais, non alcolica.
- Agua agria, Messico bevanda acida non alcolica da fermentazione lattica.
- Zambumbia, bevanda messicana alcolica da orzo e zucchero di canna.

### Asia
In Cina è individuato come sinonimo di "agente fermentante", oltre che di prodotto fermentato, il Chu; quindi esistono diversi tipi di "Chu", a seconda di questo, ma anche di cosa, e di come si fermenta.
- Ping chu: pastone cremoso.
- San chu: composizione granulosa.
- Huang chu: chu giallo = fermentazione alcolica, normalmente di riso o soia.
- Huang cheng chu: chu giallo di grano (nord della Cina) dove non cresce il riso.
- Na chu: Chu tipico di riso, (Cina meridionale e Corea).

Corea:
- Nuruk: pastone di riso, grano, orzo fermentato.
- Meju: pastone di granella di soia, fermentata.

Giappone:
- Koji: pastone tipo polenta da granella o farina di riso o grano (frumento).

Filippine:
- Bubod: pastone fermentato di riso da granella o farina.

Thailandia:
- Loopang: pastone da fermentazione micetica, di farina e crusca di riso.

Indonesia e Malesia:
- Ragi: panetti compatti di riso, fermentazione micetica.

India:
- Marchaa: torta bassa di riso, fermentazione micetica.